# Saint-Honoré, Isère
Saint-Honoré este o comună în departamentul Isère din sud-estul Franței. În 2009 avea o populație de 814 de locuitori.

## Evoluția populației
| An        | 1975 | 1982 | 1990 | 1999 | 2006 | 2009 |
| --------- | ---- | ---- | ---- | ---- | ---- | ---- |
| Populație | 287  | 525  | 715  | 779  | 805  | 814  |